# Argia hinei
Argia hinei là một loài chuồn chuồn kim trong họ Coenagrionidae.
Argia hinei được Kennedy miêu tả khoa học năm 1918.